# عناصر متحرک ژنتیکی

عناصر متحرک ژنتیکی در سلول (سمت چپ) و اینکه چگونه می‌توانند وارد سلول شوند(سمت راست).

عناصر متحرک ژنتیکی (به انگلیسی: Mobile Genetic Elements، به طور مخفف MGE)، قطعاتی از DNA هستند که می‌توانند وارد ژنوم شده یا از آن خارج شوند. آن‌ها عبارتند از :
- رترو ترانسپوزون‌ها
- ترانسپوزون‌های DNAای
- توالی‌های الحاقی (دخولی) (به انگلیسی: Insertion Sequence)
- پلاسمیدها
- فاژها (باکتریوفاژها)
- اینترون‌های گروه II

باربارا مک‌کلینتوک در سال ۱۹۸۳، جایزه نوبل در پزشکی را به دلیل کشف عناصر متحرک ژنتیکی دریافت کرد.